# Yanagi Sōri

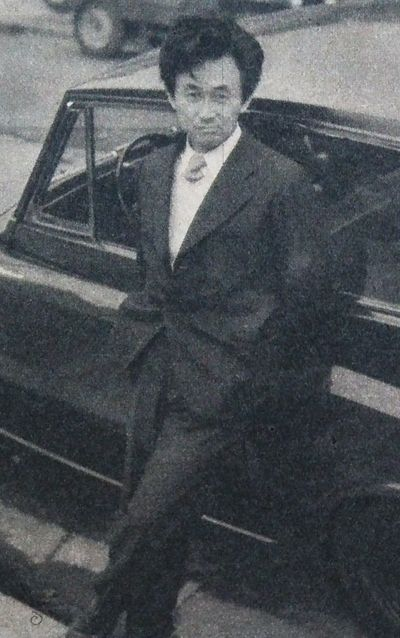
Yanagi Sōri

Yanagi Sōri (jap. 柳 宗理; * 29. Juni 1915 in Tokio, Japan; † 25. Dezember 2011 ebenda) war ein japanischer Designer, spezialisiert auf Industriedesign und international bekannt für seine Sitzmöbel. Sein bürgerlicher Name war Yanagi Munemichi, die japanische Lesung von 宗理, statt der sino-japanischen Sōri.

## Biographie
Yanagi Sōri besuchte von 1933 bis 1938 die Kunstakademie Tokio. Ab 1940 arbeitete er für das Architekturbüro Sakakura Junzō. Von 1949 bis 1952 war er als Assistent von Charlotte Perriand tätig, die damals einen Auftrag zur Beratung des japanischen Handelsministeriums in Tokio in Sachen Kunst und Kunsthandwerk hatte.
Im Jahr 1947 lehrte Yanagi als Designer am Institut Bunka Gaguin. Im Jahr 1952 gründete er das Yanagi Industrial Design Institute. 1953 war er als Lehrer an der Frauen-Kunstschule in Tokio tätig. Im Jahr 1951 gewann er den ersten Preis des Japan Industrial Design Contest und im Jahr 1957 die Goldmedaille an der Triennale von Mailand.
Im Jahr 1954 entwarf Yanagi den berühmten Hocker Butterfly, der aus zwei geschwungen-verformten Sperrholz-Elementen besteht, die von einer Metallstange zusammengehalten werden. In seiner geschwungenen, fast grazilen Form erinnert er nicht nur an einen Schmetterling, sondern auch an ein japanisches Schriftzeichen. Im selben Jahr entstand auch der Elephant Stool, ebenfalls ein einfacher, aber formschöner Hocker aus glasfaserverstärktem Polyesterharz. Beide Sitzmöbel wurden ursprünglich von der japanischen Firma Tendo Mokko hergestellt, heutzutage werden die Hocker von Vitra produziert. Im Jahr 1964 wurde der Butterfly-Hocker und andere Arbeiten von Sori Yanagi auf der documenta III in Kassel in der Abteilung Industrial Design ausgestellt. 1960 bis 1961 war Sori Yanagi für zwei Semester Gastdozent an der Staatlichen Werkkunstschule in Kassel.
Im Jahr 1977 wurde Yanagi Direktor des Japanischen Museums für Volkskunst in Tokio. Im Jahr 1982 nahm er an der Ausstellung Contemporary Vessels: How to Pour teil, die in Tokio im Nationalmuseum für westliche Kunst stattfand. Sori Yanagi gestaltete auch U-Bahn-Stationen in Japan sowie Autos und Motorräder. In seiner Gestaltungsarbeit verbindet sich die besondere japanische Sensibilität und Ästhetik mit westlichen Fertigungstechniken und modernen Materialien zu einem harmonischen Design besonderer Prägung.

## Familie
Yanagis Vater war Yanagi Muneyoshi (柳 宗悦, auch Yanagi Sōetsu), ein Philosoph und Vater der Mingei-Bewegung („Volkskunst“) der 1920er und 1930er Jahre. Sein Großvater Yanagi Narayoshi (柳楢悦) war Marineoffizier, Landvermesser, Mathematiker und Mitglied des Herrenhauses. Yanagis Mutter war die Sängerin Yanagi Kaneko.